# Brenda Helser
Brenda Mersereau Helser, née le 26 mai 1926 à San Francisco et morte le 26 mars 2001, est une nageuse américaine.

## Biographie
Aux Jeux olympiques d'été de 1948 à Londres, Brenda Helser remporte la médaille d'or du relais 4x100 mètres nage libre avec Thelma Kalama, Marie Corridon et Ann Curtis. Elle est aussi durant ces Jeux cinquième de la finale du 400 mètres nage libre et éliminée en séries du 100 mètres nage libre. Après son retrait des compétitions, Brenda Helser se marie au Comte de Morelos, un noble français, et devient Comtesse de Morelos y Guerrero.